# سیارک ۱۲۳۸۷
سیارک ۱۲۳۸۷ (به انگلیسی: 12387 Tomokofujiwara، نامگذاری:1994UT11) دوازده هزار و سیصد و هشتاد و هفتمین سیارک کشف شده‌است که در ۲۸ اکتبر ۱۹۹۴ کشف شد.
قدر مطلق سیارک برابر ۴۰.۷ است.